# Grant Riller
Grant Lucas Riller, né le 8 février 1997 à Orlando en Floride, est un joueur américain de basket-ball évoluant aux postes de meneur et arrière. Il mesure 1,84 m.

## Biographie
Le 18 novembre 2020, lors de la draft, il est sélectionné en 56e position par les Hornets de Charlotte.
Le 30 novembre 2020, il signe un contrat two-way avec les Hornets de Charlotte.
En août 2021, il signe à nouveau un contrat two-way, cette fois-ci en faveur des 76ers de Philadelphie. Il est coupé le 19 décembre 2021.

## Palmarès

### Universitaire
- 3x First-team All-CAA (2018, 2019, 2020)
- CAA Tournament MVP (2018)